# Глиноземний завод у Ярвуні
Глиноземний завод у Ярвуні — виробничий майданчик на північному сході Австралії, в околицях міста Гладстон.
Завод став до ладу 2004 року з двома кальцинаторними печами продуктивністю по 2300 тонн на добу, при цьому потужність майданчика за кінцевим продуктом рахувалась як 1,44 млн тонн на рік. У 2012-му стала до ладу друга черга, що отримала дві кальцинаторні печі продуктивністю по 3200 тонн на добу і збільшила загальний показник майданчика до 3,4 млн тонн глинозему на рік.
При роботі на проєктній потужності майданчик щорічно потребує 7 млн тонн бокситів. Первісно весь обсяг постачав рудник Іст-Вейпа/Андум, проте після запуску другої черги близько 1 млн тонн могли отримувати з рудника Ґоув. У 2018-му порт Гладстона прийняв для Ярвуну першу партію бокситів з рудника Амрун, що з плином часу мав замінити Іст-Вейпа, де запаси виснажувались.
Як паливо кальцинаторні печі використовують природний газ, що надходить по трубопроводу Валлумбілла — Гладстон.
Під час спорудження другої черги майданчик отримав власну ТЕЦ.
Проєкт реалізував гірничодобувний гігант Rio Tinto.
У 2024 році узялись за пілотний проєкт, який має за мету зменшення викидів діоксиду вуглецю. У його межах мають запустити електролизер потужністю 2,5 МВт, що вироблятиме 250 тонн водню на рік. Спалювання цього обсягу в печах дозволить випускати 6 тисяч тонн глинозему. У випадку підтвердження ефективності технології планується її масштабування.